# Silnice I/64
Die Silnice I/64 (tschechisch für: „Straße I. Klasse 64“) ist eine tschechische Staatsstraße (Straße I. Klasse).

## Verlauf
Die Straße verbindet Františkovy Lázně (Franzensbad), wo sie im Vorort Horní Lomany von der Silnice I/21 abzweigt, die nach Norden zur deutschen Grenze bei Bad Brambach führt, und Aš (Asch) miteinander. Sie durchquert auf ihrem Verlauf nach Nordwesten die Gemeinde Hazlov. Sie wendet sich in Asch nach Südwesten und führt noch ein kurzes Stück weiter bis zur deutsch-tschechischen Grenze Richtung Selb, wo sie in die bayerische Staatsstraße 2179 übergeht, die nach rund 6 Kilometern die deutsche Bundesautobahn 93 bei der Ausfahrt Selb-Nord erreicht. In nächster Umgebung der Grenze befinden sich eine Großtankstelle und ein Markt.
Die Gesamtlänge der Straße beträgt auf tschechischem Gebiet 16,384 Kilometer.

## Geschichte
Die Straße war früher Teil der Silnice I/21, kreuzte die tschechisch-deutsche Grenze aber etwas weiter im Norden bei Neuhausen in Richtung der Stadt Rehau.